# EU-Zivilschutz-Mechanismus
Als EU-Katastrophenschutzverfahren (bzw. Katastrophenschutzverfahren der Union; englisch Union Civil Protection Mechanism, UCPM) werden die Abkommen der Europäischen Union bezeichnet, die eine verstärkte Zusammenarbeit im Falle von Katastrophen regeln. Dies betrifft nicht nur die Reaktion auf Katastrophen innerhalb und außerhalb der EU, sondern auch die Prävention und Vorsorge. Funktionaler Kern des Mechanismus ist das Zentrum für die Koordination von Notfallmaßnahmen.

## Entstehung
Erste Versuche solcher Konzepte führen in die 1980er Jahre zurück, als man nach größeren Umweltkatastrophen begann, die Zusammenarbeit zu intensivieren und zwischenstaatliche Zusammenarbeit zu regeln.
Als Folge dieser Bemühungen entstand das erste Abkommen im Oktober 2001, in dem die Innenminister der EU das „Gemeinschaftsverfahren zur Förderung einer verstärkten Zusammenarbeit bei Katastrophenschutzeinsätzen“, welches auch als „Mechanismus“ bezeichnet wird, festlegten. Eine weitere Verbesserung erfuhr der Mechanismus im Jahr 2007, als er als „Gemeinschaftsverfahren für den Katastrophenschutz (Neufassung)“ neu formuliert wurde.
Teilnehmer an diesem Verfahren sind zurzeit die 27 Mitgliedstaaten der EU sowie die Staaten Albanien, Bosnien und Herzegowina, Moldau, Montenegro, Nordmazedonien, Norwegen, Island, Serbien, Ukraine sowie die Türkei. Angewendet wird es auf Ersuchen eines dieser Staaten für gemeinschaftliche Hilfsmaßnahmen bei Natur- oder vom Menschen verursachten Katastrophen. Auch Hilfeansuchen außerhalb der EU werden so koordiniert.

## Katastrophen
Insgesamt wurde von 2019 bis 2023 der EU-Mechanismus mehr als 660 mal in Anspruch genommen, darunter und zusätzlich unter anderem bei folgenden Katastrophen (Auszug):
- Erdbeben in Chile (Februar 2010)[6]
- Hochwasser in Ungarn (Mai 2010)[7]
- Hochwasserkatastrophe in Rumänien (Juli 2010)[8]
- Kolontár-Dammbruch (Oktober 2010)[9]
- Tōhoku-Erdbeben 2011 (März 2011)
- Explosion in Zypern (Juli 2011)
- Waldbrände in Schweden und Lettland (Juli 2018)
- Waldbrände in Griechenland (Juli 2018)
- Coronavirus-Pandemie 2019/2020[10]
- Erdbeben bei Zagreb 2020 (März 2020)
- Explosionskatastrophe in Beirut 2020 (August 2020)[11]
- Hochwasser in West- und Mitteleuropa 2021
- Waldbrände in Griechenland 2021
- Invasion der Ukraine 2022[12]
- Waldbrände in Frankreich (August 2022 + Copernicus-Aktivierung)[13]
- Konflikt in Sudan[14]

## Module
Der Mechanismus unterhält europaweit standardisierte Module mit Material und Fachpersonal, die verschiedene  Schwerpunkte bei der Bekämpfung von Katastrophen haben.
Die Module sind:

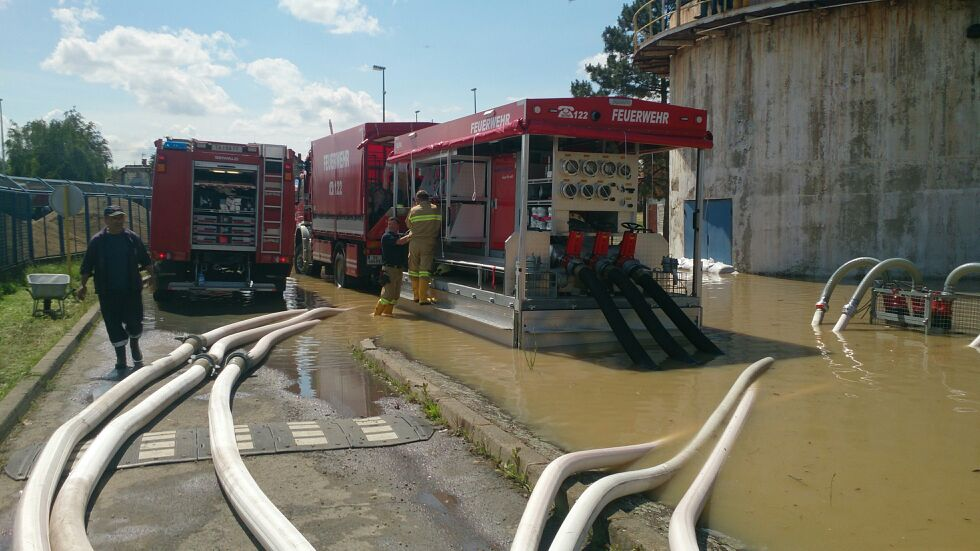
Hochleistungspumpe des Landesfeuerwehrverbandes Salzburg (Österreich) während Überschwemmungen auf dem Balkan 2014

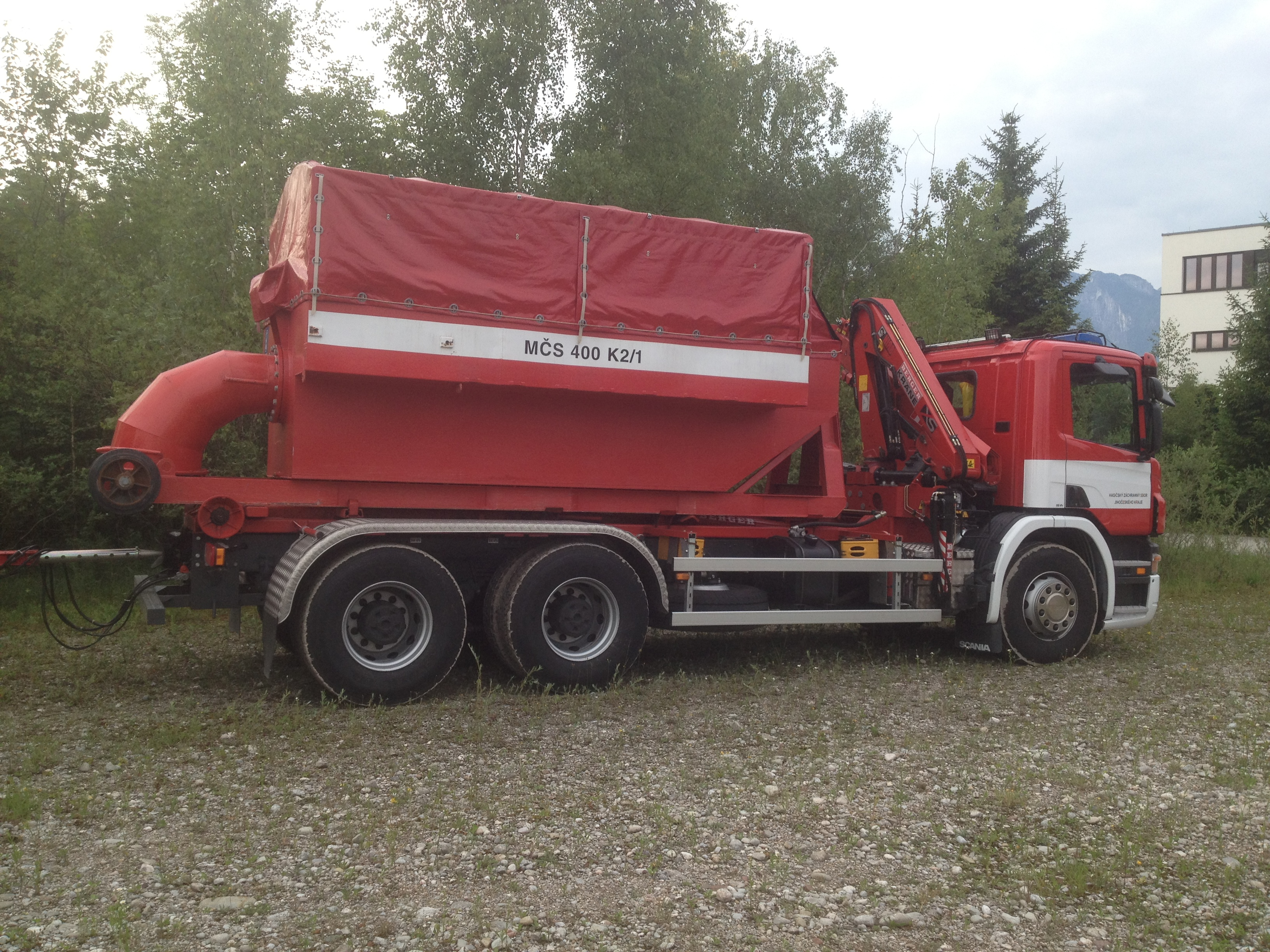
Truck mit einer schwimmenden Hochleistungspumpe der tschechischen Feuerwehr

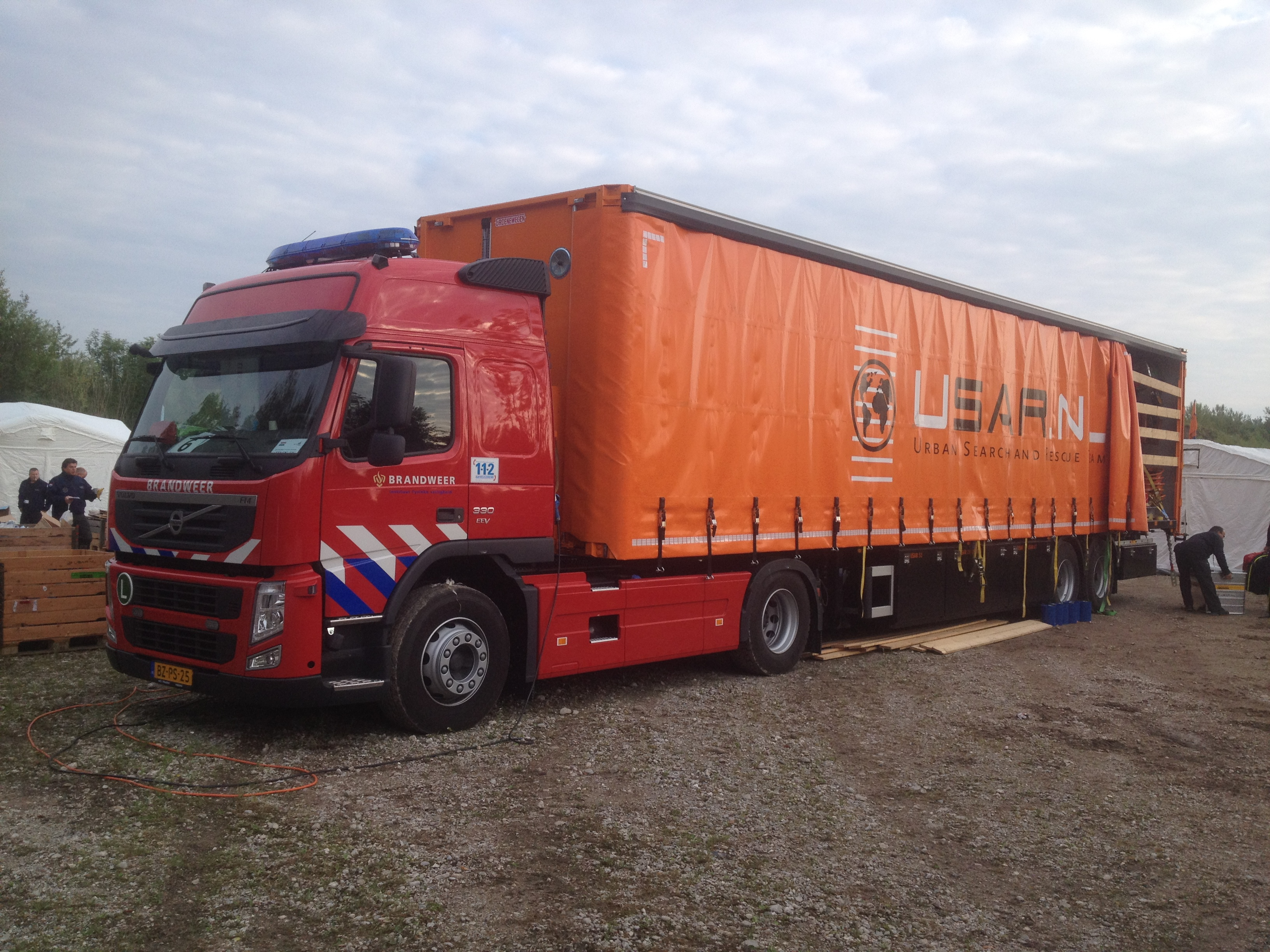
Truck mit Ausrüstung des Urban Search and Rescue Team Niederlande

- Aerial forest fire fighting module using helicopters module (FFFH)
- Aerial forest fire fighting module using airplanes module (FFFP)
- Advanced Medical Post (AMP)
- Advanced medical post with surgery module (AMPS)
- Chemical, biological, radiological and nuclear detection and sampling (CBRN) module (CBRNDET)
- Emergency temporary shelters module (ETS)
- Field hospital module (FHOS)
- Flood Containment (FC)
- Flood rescue using boats (FRB)
- Heavy Urban Search and Rescue (HUSAR)
- High capacity pumping module (HCP)
- Medical aerial evacuation of disaster victims module (MEVAC)
- Medium Urban Search and Rescue (MUSAR)
- RescEU CBRN-Dekontaminationskapazität
- Search and rescue in CBRN conditions module (CBRNUSAR)
- Water purification module (WP)
- Ground forest fire fighting (GFFF)
- Ground forest fire fighting using vehicles (GFFF-V)

Zusätzlich wird als Unterstützungseinheit für Module und Experten Technical Assistance Support Teams (TAST) bereitgestellt.

## Kontaktstellen

### Deutschland
Als sogenannte Nationale Kontaktstelle (engl. National Contact Point, NCP) der EU für Hilfeansuchen an die Bundesrepublik Deutschland dient das permanent besetzte Gemeinsame Melde- und Lagezentrum (GMLZ) von Bund und Ländern. Das GMLZ ist Teil der Abteilung I des Bundesamtes für Bevölkerungsschutz und Katastrophenhilfe (BBK), welches eine Behörde des Bundesministeriums des Innern und dem Referat 2 der Abteilung KM zugeordnet ist.

### Österreich
Kontaktstelle der EU für Hilfeansuchen an Österreich ist die permanent besetzte Bundeswarnzentrale.